# Sparganothis
Sparganothis es un género de polillas de la familia Tortricidae.

## Ejemplares del género

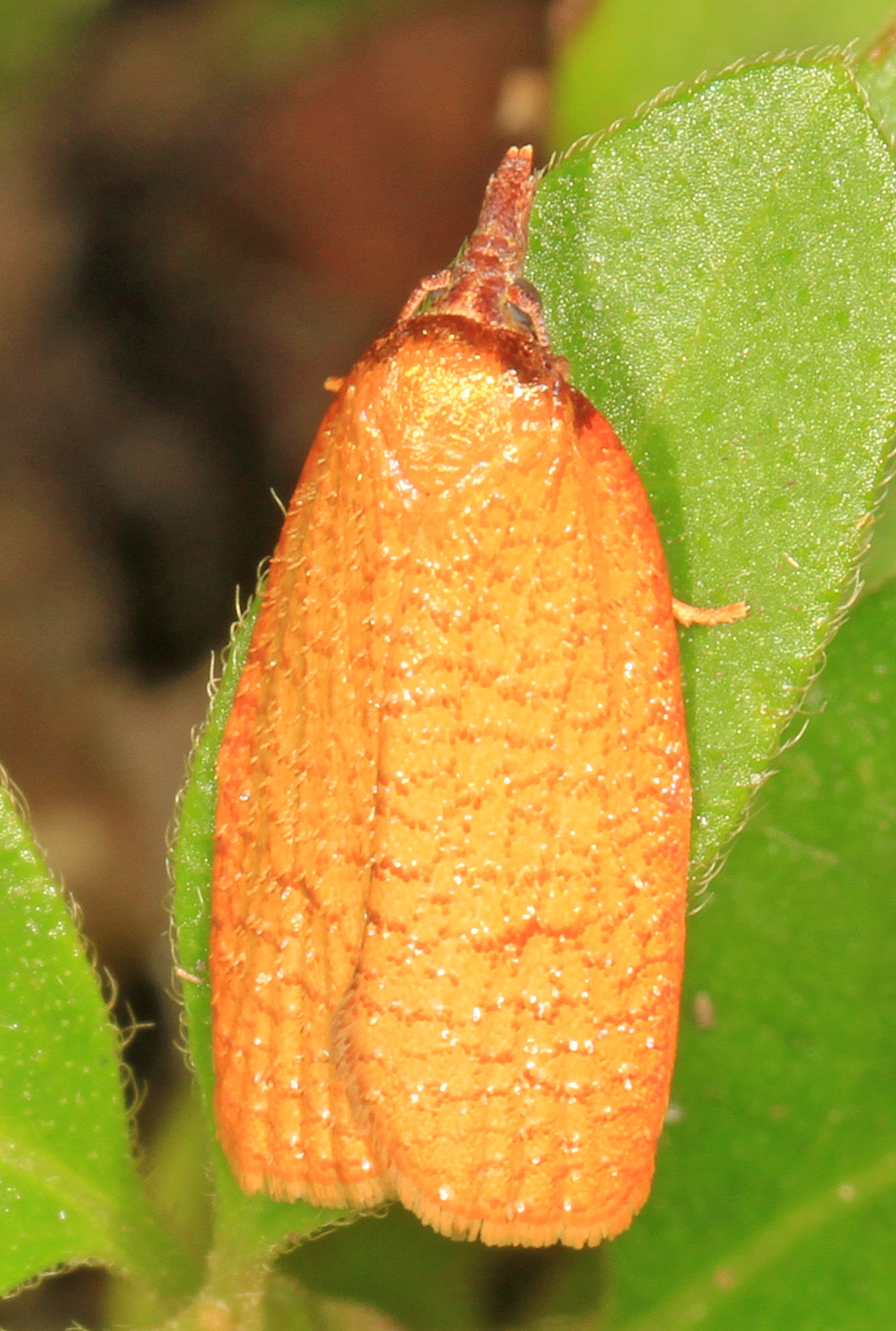
Sparganothis distincta
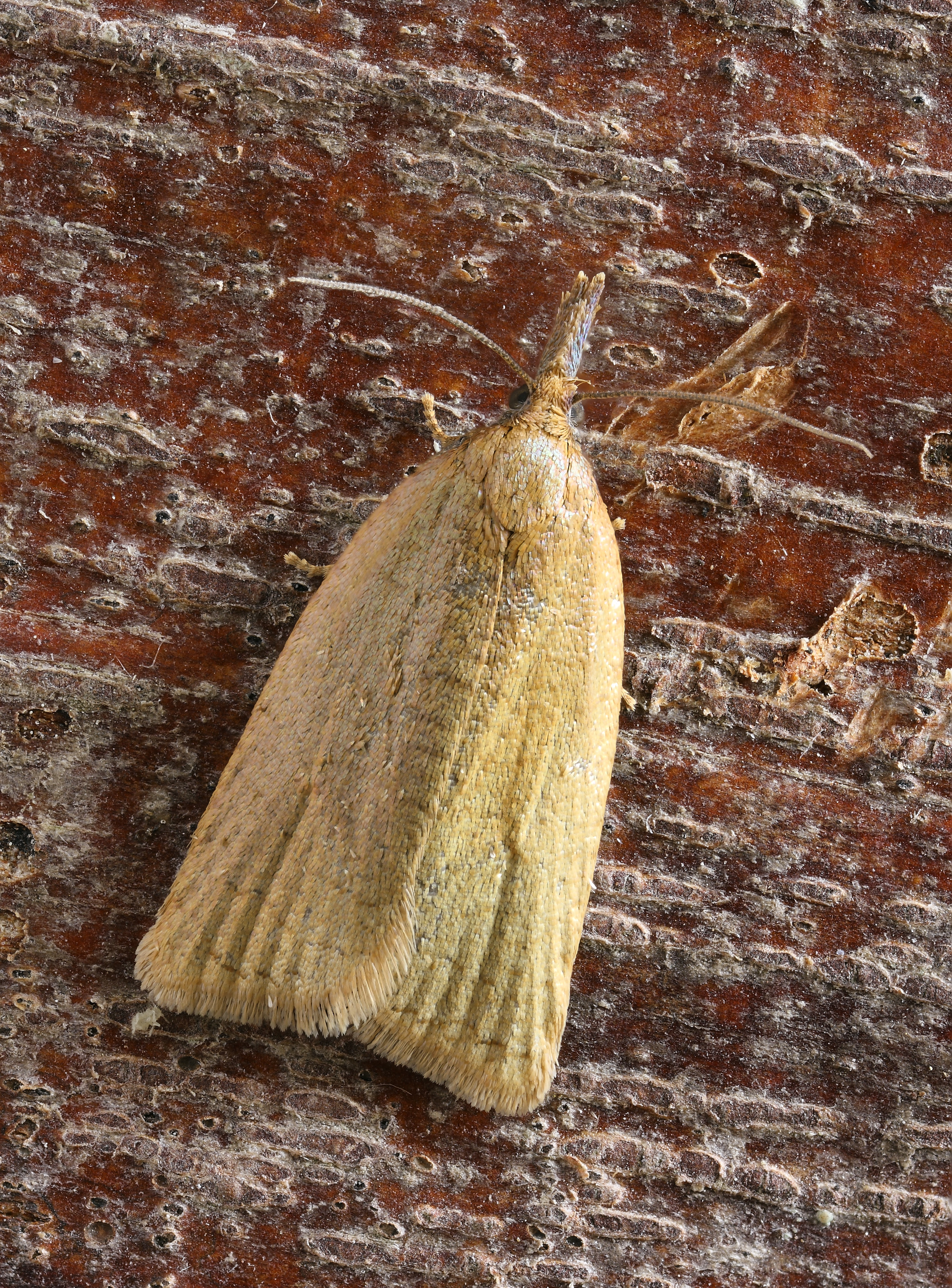
Sparganothis pilleriana
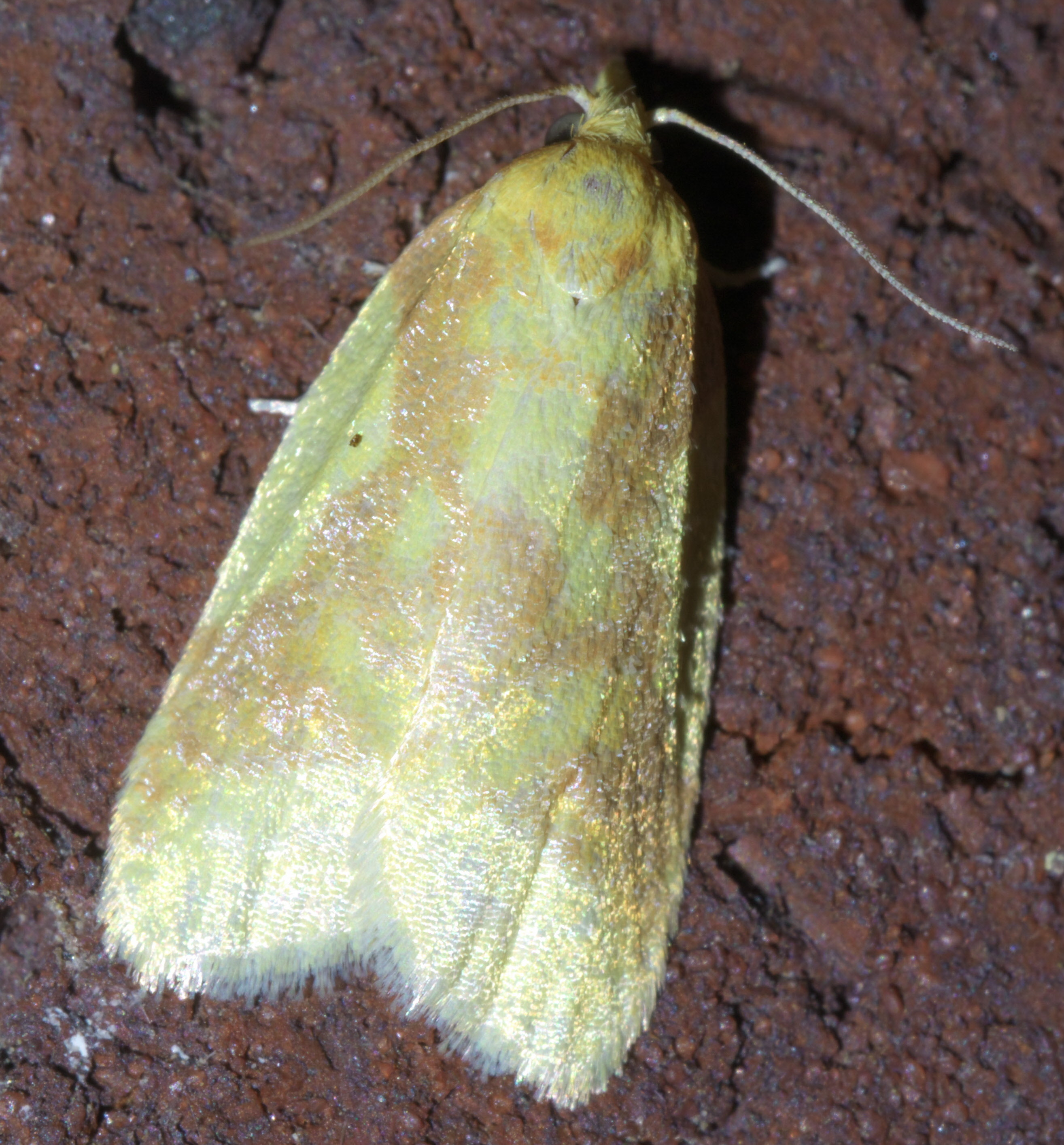
Sparganothis pulcherrimana
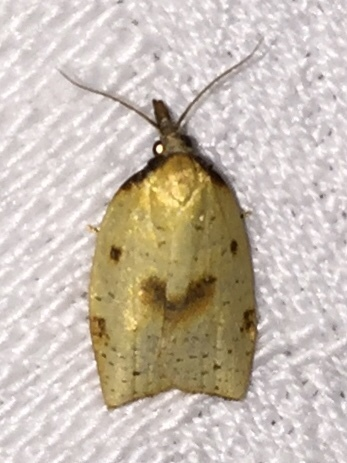
Sparganothis xanthoides
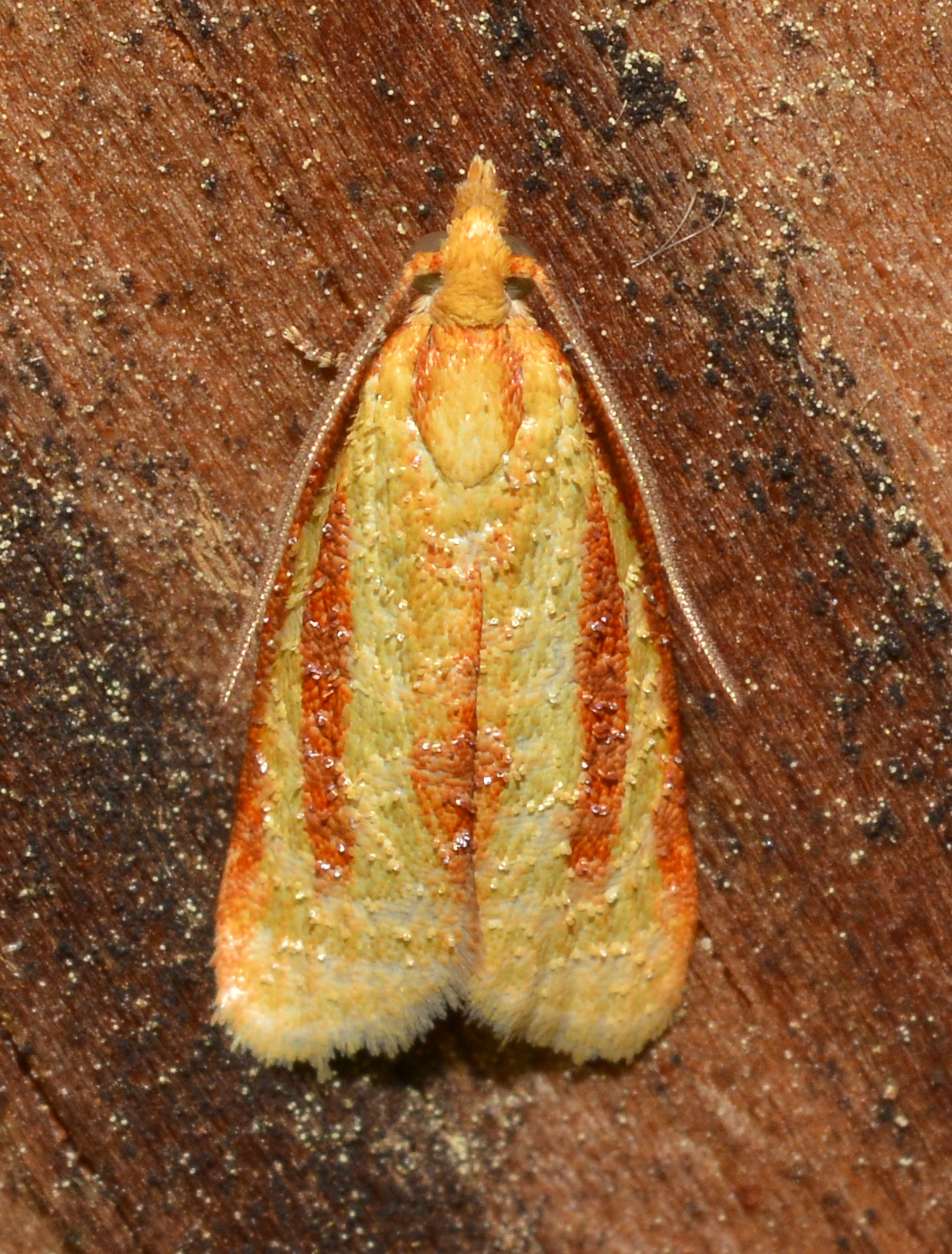
Sparganothis tristriata
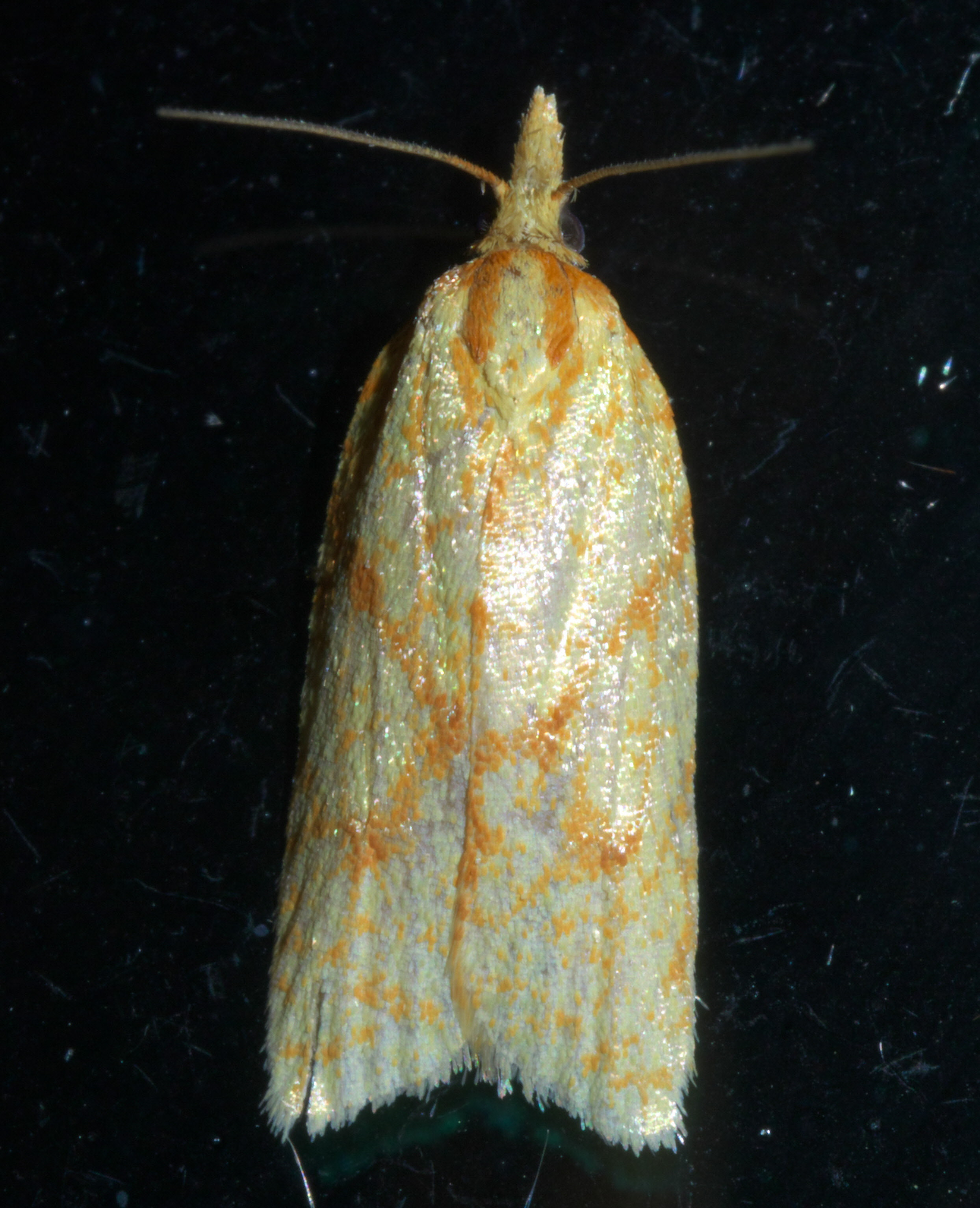
Sparganothis sulfureana
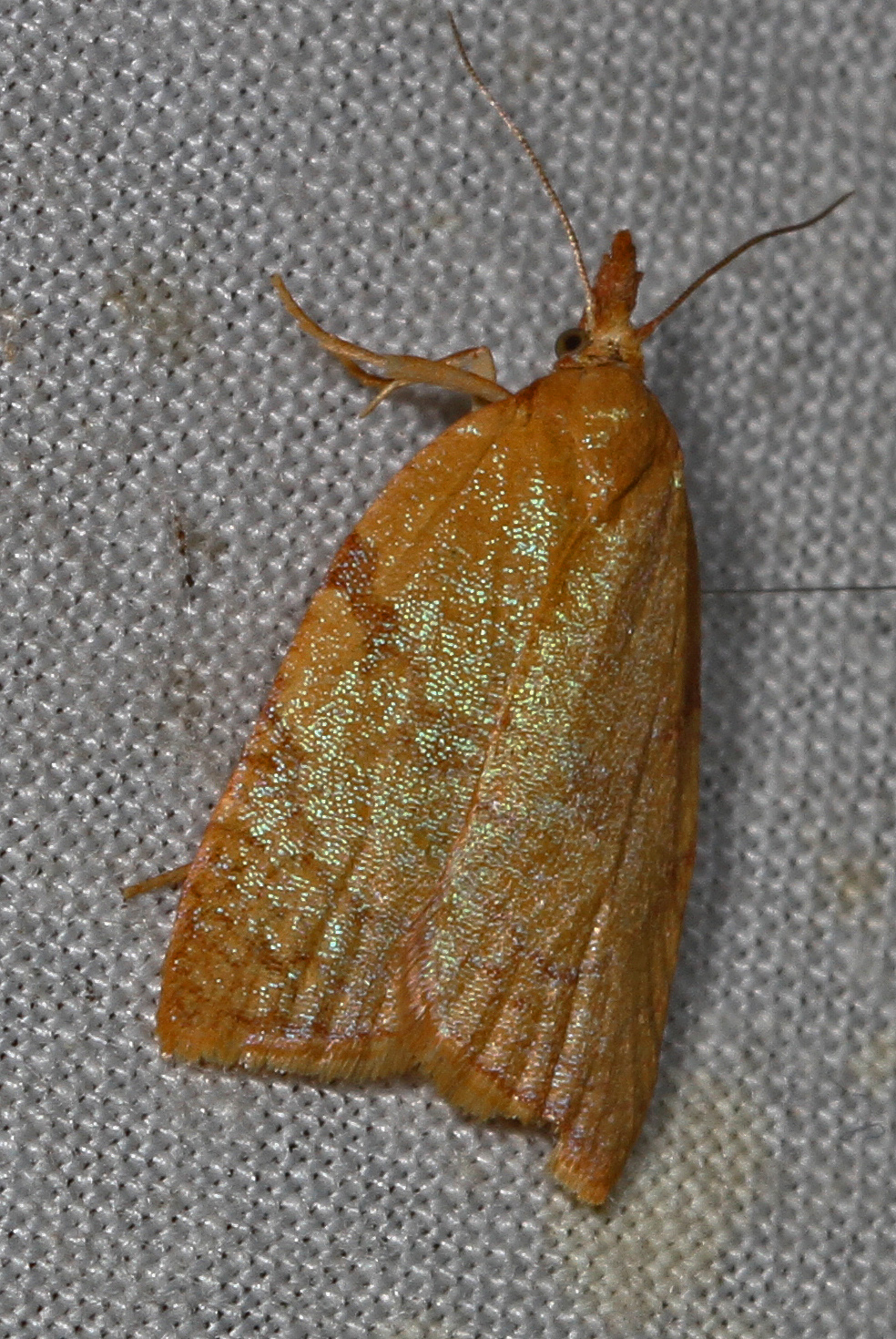
Sparganothis senecionana

## Especies
- Sparganothis azulispecca Powell & Brown, 2012
- Sparganothis bistriata Kearfott, 1907
- Sparganothis boweri Powell & Brown, 2012
- Sparganothis caryae (Robinson, 1869)
- Sparganothis demissana (Walsingham, 1879)
- Sparganothis distincta (Walsingham, 1884)
- Sparganothis flavibasana (Fernald, 1882)
- Sparganothis lindalinea Powell & Brown, 2012
- Sparganothis lycopodiana (Kearfott, 1907)
- Sparganothis mcguinnessi Powell & Brown, 2012
- Sparganothis minimetallica Powell & Brown, 2012
- Sparganothis niteolinea Powell & Brown, 2012
- Sparganothis pilleriana ([Denis & Schiffermuller], 1775)
- Sparganothis praecana (Kennel, 1900)
- Sparganothis pulcherrimana (Walsingham, 1879)
- Sparganothis richersi Powell & Brown, 2012
- Sparganothis robinsonana Powell & Brown, 2012
- Sparganothis rubicundana (Herrich-Schffer, 1856)
- Sparganothis senecionana (Walsingham, 1879)
- Sparganothis striata (Walsingham, 1884)
- Sparganothis sulfureana (Clemens, 1860)
- Sparganothis sullivani Powell & Brown, 2012
- Sparganothis taracana Kearfott, 1907
- Sparganothis tessellata Powell & Brown, 2012
- Sparganothis tristriata Kearfott, 1907
- Sparganothis tunicana (Walsingham, 1879)
- Sparganothis umbrana Barnes & Busck, 1920
- Sparganothis unifasciana (Clemens, 1864)
- Sparganothis violaceana (Robinson, 1869)
- Sparganothis vocaridorsana (Kearfott, 1905)
- Sparganothis xanthoides (Walker, 1863)